# IM1

Ehemaliges Logo bis 2. April 2012

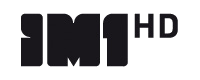
Logo von iM1 HD

iM1 war ein deutscher Musikfernsehsender mit Sitz in Frankfurt am Main. Nach einer mehrmonatigen Testphase wurde der offizielle Sendebetrieb am 24. Mai 2006 aufgenommen.
Am 13. Februar 2014 wurde bekannt, dass die iMusic TV GmbH Anfang Februar 2014 beim Amtsgericht Offenbach Insolvenz angemeldet hat. Bereits am 3. Februar 2014 wurde der Sender von der britischen 360 Music Television Ltd. übernommen, die iM1 auf ein noch jüngeres Publikum ausrichten möchte und weitere Ableger in Aussicht stellt. Durch die Übernahme des Senders wurde iM1 am 7. April 2014 durch iM1 Hits auf den Verbreitungswegen Satellit und Kabelfernsehen ersetzt.
Nachdem der Sendebetrieb von iM1 Hits am 14. August 2014 unterbrochen wurde, stellte iM1 am 27. August seinen Betrieb ein.

## iM1-Programm
iM1 verstand sich als interaktives, genreunabhängiges Musikfernsehen, das sich gegen den sinkenden Musikanteil populärer Sender wie MTV oder VIVA abzugrenzen versuchte. Folgende Sendungen waren im Programm:
- Trend Show präsentierte populäre Musikvideos und Newcomer und gibt einen Ausblick auf neue Trends in der internationalen Musikszene.
- Made in Germany – Die Sendung mit deutschen Künstlern und in Deutschland produzierter Musik (z. B. Grönemeyer, Rammstein, No Angels oder Sido).
- Mixery On Stage – das Eventmagazin auf iM1 mit Berichten aus der Techno-Szene und Interviews mit DJs und Live Acts der Szene, sowie Berichte von Veranstaltungen (z. B. ADE, KaZantip, EXIT, Mayday, 5 Days Off etc.) Moderation: Lara Zakon
- Dance Culture widmet sich der House-, Dance-, Trance-, Electro- und Chillout-Musik.
- iM1 Rocks – tägliche Programmstrecke mit Metal, aktuellen Rockvideos, Interviews, Festivalberichten und thematischen Sondersendungen aus der Welt der Stromgitarren.
- Streetsoul zeigt Hip-Hop- und R'n'B-Videos.
- Hot 40 ist eine Musiksendung mit aktuellen Videoclips internationaler Stars.

## Empfang
iM1 wurde bis 6. April 2014 via Astra 19,2° Ost ausgestrahlt. Neben der Satellitenverbreitung war der Empfang von iM1 auch im digitalen Kabelnetz von Unitymedia, über das Neubrandenburger Kabelnetz, über wilhelm.tel in Hamburg und Schleswig-Holstein und seit 2011 auch über das digitale Kabelnetz der WTC in Lüneburg möglich. Erreicht wurden laut Senderangaben über die eben genannten Verbreitungswege – bis auf IPTV – über 30 Millionen potenzielle Zuschauer.
iM1 HD war seit September 2013 über Telekom Entertain im Paket HD Start zu empfangen.
Digitaler Empfang über IPTV
- Telekom Entertain (Kanal 95), seit dem 15. April 2010

## iM1 Hits und weitere Ausbaupläne

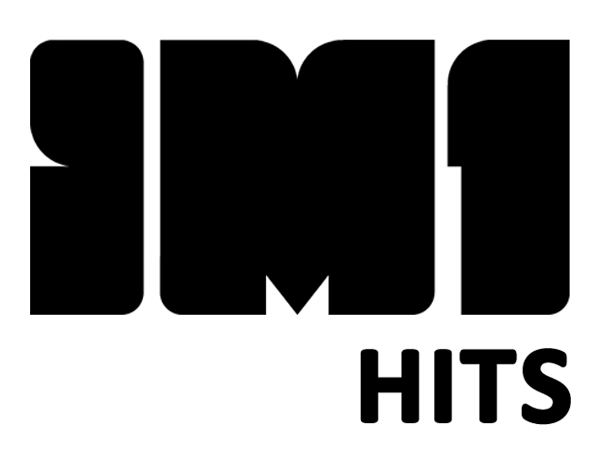
Logo von iM1 Hits

iM1 wurde am 7. April 2014 über Satellit und Kabel durch iM1 Hits ersetzt. iM1 Hits sendete die aktuellen Charthits in einer Dauerschleife und setzte hierbei ein kostenpflichtiges Votingsystem ähnlich von Get the Clip ein. Zeitgleich wurde das Screendesign erneuert.
Begründet wurde der Schritt in einer Stellungnahme vom Sender auf dessen Facebookseite damit, dass „dieses Konzept Anfang Februar buchstäblich pleite gegangen“ sei. Die Betreiber hätten die Absicht, den Sender zu einer Sendergruppe mit verschiedenen Zielgruppenprogrammen umzubauen. Das bisherige Programmkonzept „iM1 – intergalactic music tv“ werde auf der Entertain-Plattform der Telekom fortgesetzt und solle je nach Möglichkeit auf weitere Plattformen erweitert werden.

## Einstellung
Am 14. August 2014 wurde der Sendebetrieb von iM1 Hits unterbrochen. Über Satellit wurde seitdem eine Hinweistafel mit dem Hinweis "Kurzer Soundcheck – gleich gehts weiter" gesendet. Über das Kabelnetz von Unitymedia Kabel BW wurde am 18. August 2014 eine Hinweistafel aufgeschaltet, die auf die Einstellung des Sendebetriebs hinweist. Telefonisch war der Sender nicht mehr zu erreichen. Am 1. September wurde der Betrieb von iM1 Hits endgültig eingestellt, iM1 bereits am 27. August. Der Betreiber hat sich dazu nicht geäußert, alle Websites und die Facebook-Seite wurden abgeschaltet.

## Sonstiges
Der Sender kam Anfang 2007 in die Schlagzeilen, als er dem Wiesbadener Langzeitarbeitslosen Henrico Frank im Laufe seiner Jobsuche nach einem wochenlangen, öffentlichen Streit mit dem rheinland-pfälzischen Ministerpräsident Kurt Beck eine Stelle anbot und ihn einstellte.